# تریپوکی
تریپوکی (به لاتین: Trypucie) یک منطقهٔ مسکونی در لهستان است که در Gmina Turośń Kościelna واقع شده‌است.

## خصوصیات
تریپوکی ۳۰۰ نفر جمعیت دارد.